# Флоровский, Георгий Васильевич
Гео́ргий Васи́льевич Флоро́вский (28 августа (9 сентября) 1893, Елисаветград, Российская империя — 11 августа 1979, Принстон, США) — православный священнослужитель русского происхождения, протоиерей; религиозный мыслитель, богослов, философ и историк; деятель экуменического движения и один из основателей Всемирного совета церквей.
Профессор Свято-Сергиевского православного богословского института в Париже (1926—1939, 1947—1948), доктор богословия «honoris causa» Университета св. Андрея в Эдинбурге (1937), профессор догматического богословия, патрологии и пастырского богословия и декан Свято-Владимирской православной духовной семинарии в Нью-Йорке (1948—1955), профессор Гарвардского и Принстонского университетов.

## Биография

### Рождение, ранние годы, юность
Родился 28 августа (9 сентября) 1893 года в Елисаветграде, в семье православного священника. Брат Антония Флоровского.
В 1894 году семья переехала в Одессу, где отец получил место настоятеля кафедрального собора и ректора Одесской семинарии.
Будучи школьником, он изучал английский, немецкий, французский, латынь, греческий и иврит.
В 1916 году окончил историко-филологический факультет Императорского Новороссийского университета (ныне — Одесский национальный университет имени И. И. Мечникова), где изучал также историю философии и естествознание. Будучи студентом, он, как многие его современники, в годы войны и революции искал осмысления реальности на путях философии. «Прошлая судьба русского богословия была для меня всегда историей творимой современности, в которой нужно было найти самого себя», — написал он много позже в предисловии к работе «Пути русского богословия».

### Эмиграция, годы в Праге
В 1920 году Флоровский был утверждён в звании приват-доцента Новороссийского университета, но тогда же эмигрировал, вначале в Болгарию, а затем — в Прагу, где в те годы нашли приют многие представители русской интеллигенции. В 1922 году в Праге женился на Ксении Ивановне Симоновой. С того же года преподавал на Русском юридическом факультете Карлова университета и в Высшем коммерческом институте, где читал курс истории русской литературы. В 1923 году Георгий Васильевич защищает магистерскую диссертацию по теме «Историческая философия Герцена». В Праге Флоровский состоял в «Братстве святой Софии», основанном прот. Сергием Булгаковым, с которым он впоследствии радикально разойдётся во взглядах. Там же он, наряду с Н. С. Трубецким, П. Н. Савицким, П. П. Сувчинским и др., становится одним из основателей евразийского движения и участвует в сборнике-манифесте «Исход к Востоку» (1921). Впрочем, его связь с этим учением продлится недолго: он примет участие ещё в двух евразийских сборниках («На путях», Берлин, 1922; «Россия и латинство», Берлин, 1923), после чего, войдя в идейный конфликт с лидерами движения, окончательно порвёт с ним после публикации в 1928 году его статьи «Евразийский соблазн». В 1923 году принимает участие в работе первого организационного съезда Русского студенческого христианского движения в городе Пршеров (Чехословакия).
В 1920-е годы устанавливается также дружба Флоровского с Н. А. Бердяевым, которая, однако, впоследствии несколько охладится в связи с неприятием Флоровским философии Бердяева и её решительного осуждения им в «Путях».

### Жизнь и деятельность в Париже
В 1926 году Флоровский переезжает в Париж, приняв приглашение на кафедру патрологии в только что открывшемся там Богословском институте. Таким образом, в то время Георгий Васильевич уже приобрёл широкую известность как патролог, не имея при этом специального богословского образования, — он был в этой области блестящим самоучкой. В преподавательский состав Института вошли как профессора дореволюционной духовной школы (Антон Карташёв, епископ Вениамин (Федченков)), так и видные представители «вернувшейся в Церковь» интеллигенции (Сергий Булгаков, Василий Зеньковский и др.). Среди них Флоровский занял особое место: он был солидарен с коллегами в стремлении к оживлению православного богословия и к участию в экуменических встречах с инославными, но всегда находился в оппозиции к доминировавшему тогда религиозно-философскому движению, связанному с «софиологией» Владимира Соловьёва. В Париже состоял в обществе «Икона».
В 1931 году был рукоположён в сан диакона, а в 1932 году — в сан священника митрополитом Евлогием (Георгиевским), Патриаршим Экзархом Западной Европы Константинопольского Патриархата.
Годы преподавания в Париже оказались самыми плодотворными в жизни о. Георгия: именно тогда он опубликовал две книги об отцах («Восточные отцы IV века» и «Византийские отцы V—VIII вв.») и «Пути русского богословия». Для того чтобы всецело понять смысл его литературного творчества в эти годы, можно вспомнить одно из наиболее частых замечаний о. Георгия на его лекциях по патрологии: «Отцы Церкви, — говорил он, — чаще всего богословствовали для опровержения еретиков. Отправляясь от „неверного“ выражения христианского благовестия, они находили „верные“ слова, при этом не „создавая“ Истину, — которая и является Истиной только в силу своей божественности, — а выражая и объясняя её». В таком подходе состоит основной психологический метод Флоровского в его критике русской культуры. Консервативный подход к богословию у о. Георгия был, однако, совершенно чужд всякого мракобесия. Будучи историком, он всегда отвергал тупое поклонение прошлому как таковому. Его основной заботой было не идолопоклонство прошлому, а проблемы настоящего. Психологическим импульсом, вдохновлявшим Флоровского при написании его книг, было отвержение так называемой «софиологии» во всех её видах, особенно в трудах её главных представителей, В. С. Соловьёва, С. Н. Булгакова и о. Павла Флоренского. Русская софиология представлялась ему разновидностью немецкого идеализма, своеобразным гностицизмом и вообще незаконным использованием философии для выражения христианских догматов. Протопресвитер Иоанн Мейенорф связывает его обращение к св. отцами именно потому, что «софиологи» пытались представить свою мысль традиционной, а своё пользование философией — освящённым примером отцов. Для Георгия Флоровского же основной смысл занятий патристикой заключался в том, чтобы найти верный ключ к соотношению между светской философией и богословием. Этот ключ, с его точки зрения, был неверно определён софиологами, но может быть найден в примере греческих отцов, то есть в христианском эллинизме, отказавшемся от чуждых христианству начал, осудившем своего же родоначальника Оригена и сумевшем преобразиться изнутри, стать воистину христианским. «Отеческая письменность, — писал о. Георгий, — есть не только неприкосновенная сокровищница предания… Отеческие творения являются для нас источником творческого вдохновения, примером христианского мужества и мудрости… (путём) к новому христианскому синтезу, о котором томится и взыскует современная эпоха. Настал срок воцерковить свой разум и воскресить для себя священные и благодатные основы церковной мысли».
В 1935 году на традиционном акте Свято-Сергиевского института он произносит речь «Задачи русского богословия», в которой как пишет Антон Аржаковский отмечал: «Отсутствие перспектив русской истории <…>, недостаточное своеобразие русского богословия <…>, неизбежный возврат к византийской мысли». Речь «начисто отметала дорогую для Булгакова нить русской софиологической мысли и звучала как объявление войны между сыновьями и отцами».
Летом 1939 года, вскоре после окончания работы над «Путями…», о. Георгий Флоровский был в Белграде, где его застало начало войны. Склад издательства был сожжён немецкими бомбами, и книга стала библиографической редкостью. Проведя в Югославии годы войны, о. Георгий в 1944 году оказался в Праге у брата, а в 1945 ему удалось вернуться в Париж. Поскольку кафедра патрологии была занята архимандритом Киприаном (Керном), он преподавал нравственное богословие.

### Жизнь и деятельность в США
В сентябре 1948 года по приглашению митрополита Американского Феофила (Пашковского) переехал в Нью-Йорк, где стал профессором, а затем и деканом Свято-Владимирской духовной семинарии.
В своём предисловии к третьему изданию «Путей русского богословия» выдающийся церковный деятель русского зарубежья протоиерей Иоанн Мейендорф пишет об этом периоде его жизни следующее: «Сразу убедившись в том, что Православие в Америке уже давно стало „американским“, то есть соответствующим американским академическим нормам и требующим системы духовного образования на английском языке, о. Георгий — несмотря на всю свою „русскость“ и укоренённость в русской среде — ревностно и успешно принялся за преобразование школы, которое и было в значительной мере достигнуто в течение его пребывания её главой (1948—1955)». Вместе с тем Флоровский, как признанный и авторитетный православный богослов, принял активное участие в университетской жизни Америки читая лекции и печатая статьи. Однако крупных исследований он больше не писал. В экуменическом движении его признавали почти единоличным и самодостаточным голосом Православия. В этом качестве он, будучи членом исполнительного комитета вновь организованного Всемирного совета церквей, стал одним из основных его создателей.
Признанным авторитетом протоиерей Георгий Флоровский стал не только в церковных и экуменических кругах. Слависты и историки России, знакомые с «Путями…», признали его исторические заслуги и исключительную эрудицию. В 1954 году избран президентом Национального совета церквей в США. С 1956 по 1964 год Флоровский — профессор церковной истории в Гарвардском университете. Почетный доктор наук Бостонского университета (1950).
На протяжении долгого времени был деканом Свято-Владимирской семинарии. Его преемником стал протоиерей Александр Шмеман. Опубликованная переписка двух выдающихся богословов показывает внутренние причины их конфликта и принципиально разных взглядов на суть церковного образования. «Флоровскому всегда легче было работать со студентами, у которых были серьезные интеллектуальные запросы, Шмеман же умел работать со всеми».
В 1964 году вышел на пенсию и переехал в Принстон, где работал приглашённым профессором на кафедре славистики и богословия Принстонского университета.
Скончался 11 августа 1979 года в Принстоне. Его отпевание было совершено в церкви св. князя Владимира в Трентоне, где он часто служил, при участии многочисленных коллег и учеников.

## Критика, оценки
В основе богословия Георгия Флоровского лежит идея «неопатристического синтеза», что понимается как творческое, с учётом современного философского опыта («Вперед — к Отцам»), возвращение к святоотеческой традиции Вселенской (Неразделённой) Церкви.
Николай Лосский называл Флоровского «самым православным из современных русских философов».
Известный деятель Православной Церкви в Америке Иоанн Мейендорф в предисловии к «Путям русского богословия» отмечает, что хотя в области богословия Флоровский был блестящим самоучкой, не обладая формально богословской подготовкой, он не только погрузился в изучение Отцов Церкви, но и приобрёл известность как патролог. Его труд «Пути русского богословия» признавался многими как основной библиографический справочник по истории духовной культуры России. Эта книга выдержала многочисленные переиздания.
Николай Бердяев начинает свою рецензию «Путей» словами: «Книга о. Георгия Флоровского названа неверно, нужно было назвать „Беспутство русского богословия“, и даже, ввиду широкого захвата книги, „Беспутство русской мысли“ или „Беспутство русской духовной культуры“». И Бердяев, и Л. Лебедев отмечают, что, посвятив книгу богословию в его традиционном для XIX века значении, Флоровский необоснованно за эти рамки выходит и судит не русское богословие, а всю русскую душу. «По Флоровскому, — пишет протоиерей Лев Лебедев, — русская душа в целом …оказалась на ложном пути».
Мировоззрение Флоровского со временем эволюционировало в сторону всё большей ортодоксальности, традиционного православного богословия.
О личности Флоровского красочно говорит публикация его переписки с отцом Александром Шмеманом. «Флоровский, который не страдал ложной скромностью, относился к этому наименованию вполне серьезно и однажды на замечание одного неправославного богослова на экуменическом съезде о том, что „Отцы Церкви уже в прошлом“, ответил: „Нет, Отцы Церкви не умерли. Я-то ведь жив!“».

## Публикации
книги
- Достоевский и Европа. — София, 1922.
- На путях: Утверждение евразийцев: Кн. 2. — М., Берлин: Геликон, 1922. Один из авторов сборника.
- Россия и латинство. — Берлин, 1923. Один из авторов сборника.
- Жил ли Христос? Исторические свидетельства о Христе. — Париж: YMCA-PRESS; Добро, 1929.
- Восточные Отцы IV века. — Париж, 1931; 2-е издание (репринт) — Париж: YMCA-Press, 1990; 3-е издание (репринт) — М.: Паломник, 1992; 4-е издание — Свято-Троицкая Сергиева Лавра, 1999.
- Византийские Отцы V—VIII вв.: Из чтений в Православном богословском институте в Париже. — Париж, 1933; 2-е издание (репринт) — Париж: YMCA-Press, 1990; 3-е издание (репринт) — М.: Паломник, 1992.
- Переселение душ: Проблема бессмертия в оккультизме и христианстве: Сборник статей. — Paris: YMCA-Press, 1935. Один из авторов сборника.
- Пути русского богословия. — Париж, 1937; 2-е издание (репринт) — Париж: YMCA-Press, 1983; 3-е издание (репринт) — Вильнюс, 1991; 4-е издание (репринт) — Киев: Путь к истине, 1991.
- Bible, Church, Tradition. — Belmont, 1972.
- Восточные отцы IV-го века. — 2. изд. — Paris: YMCA-press, 1990. — 239 с. — ISBN 2-85065-180-X
- Восточные отцы V—VIII веков. — 2. изд. — Paris : YMCA-press, 1990. — 260 с. — ISBN 2-85065-181-8
- Отцы первых веков. — Кировоград, 1993.
- Догмат и история / Сост. Е. Холмогоров. М., Изд-во Свято-Владимирского братства, 1998. — 488 с.
- Из прошлого русской мысли, Серия: Путь к очевидности / Издательство: М.: Аграф , Переплет: твердый; 432 страниц; 1998 г. ISBN 5-7784-0033-0
- Избранные богословские статьи / Издательство: М.: Пробел, Переплет: твердый; 320 страниц; 2000 г. ISBN 5-89346-010-3
- Пути Русского Богословия / Издательство: Мн: Белорусский экзархат, Переплет: твердый; 608 страниц; 2006 г., ISBN 985-6503-39-6
- Пути русского богословия. Архивная копия от 10 февраля 2018 на Wayback Machine / Отв. ред. О. А. Платонов. — М.: Институт русской цивилизации, 2009. — 848 с. ISBN 978-5-902725-30-5

статьи
- Проблематика христианского возсоединения // Путь. — 1933. — № 37, февраль. Приложение. — С. 1-15.
- Еванстон 1954 [Еванстонская экуменическая конференция] // Вестник русского христианского движения. 1954. — № 35. — С. 12-22
- Фессалонитское торжество [ 600-летие преставления свт. Григория Паламы] // Вестник русского христианского движения. 1959. — № 4 (55). — С. 19-23
- Les limites de l’Eglise // Вестник Русского Западно-Европейского Патриаршего Экзархата. 1961. — № 37. — С. 28—40.
- Послушание и свидетельство // Вестник русского христианского движения. — 1963. — № 70-71 (III—IV). — С. 18-29
- Этос Православной Церкви // Вестник Русского Западно-Европейского Патриаршего Экзархата. 1963. — № 42-43. — С. 133—147.
- Знамение пререкаемое [Встреча Вселенского Патриарха Афинагора и Римского папы Павла VI в Иерусалиме в январе 1964 года] // Вестник русского христианского движения. — 1964. — № 72-73 (I—II) — С. 1-7
- Писание и Предание с православной точки зрения // Вестник Русского Западно-Европейского Патриаршего Экзархата. 1964. — № 45. — С. 57-63.
- «Непрестанно молитесь» // Вестник русского христианского движения. 1965. — № 79 (IV). — С. 8-13
- Три учителя. Искание религии в русской литературе девятнадцатого века // Вестник русского христианского движения. — 1973. — № 108-109-110 (II-III-IV). — С. 98-121
- Евхаристия и соборность // Вестник русского христианского движения. 1979. — № 130 (IV). — С. 29-41
- Fragments théologiques [Богословские отрывки. Божественное Откровение и жизнь Церкви] // Вестник Русского Западно-Европейского Патриаршего Экзархата. 1981. — № 105—108. — С. 51—68.
- Богословские отрывки [Божественное Откровение и жизнь Церкви] // Вестник Русского Западно-Европейского Патриаршего Экзархата. 1981. — № 105—108. — С. 179—197.
- «La maison du père» : Trad. du russe [Дом Отчий] // Вестник Русского Западно-Европейского Патриаршего Экзархата. 1982. — № 109—112. — С. 35-58.
  - Дом Отчий // Вестник Русского Западно-Европейского Патриаршего Экзархата. 1982. — № 109—112. — С. 177—205.
- Проблематика христианского воссоединения // Символ. — 1984. — № 12. — С. 44-57
- Отцы первых веков // Вестник русского христианского движения. — 1985. — № 145 (III). — С. 5-31
- О почитании Софии, Премудрости Божией, в Византии и на Руси // Вестник Русского Западно-Европейского Патриаршего Экзархата. 1987. — № 115. — С. 213.
- Евразийский соблазн // Россия между Европой и Азией: Евразийский соблазн: антология. — М. : Наука, 1988. — 368 с. — С. 237—265
- О границах Церкви // Журнал Московской Патриархии. М., 1989. — № 5. — С. 71-73; № 7. — С. 70-71.
- О преподобном Серафиме Саровском [отрывок из книги «Пути русского богословия»] // Журнал Московской Патриархии. М., 1991. — № 8. — С. стр. 46.
- Восточные отцы IV века // Журнал Московской Патриархии. М., 1992. — № 2. — С. 38-47.
- Воцерковление школы // Вопросы православной педагогики. Вып. 1. — М. : Радонеж, 1992. — С. 27-39
- Предисловие к изданию 1972 г. книги «Восточные отцы IV века. Византийские Отцы V—VIII веков» / пер.: Полищук Е. С. // Журнал Московской Патриархии. М., 1993. — № 3. — С. 107—108.
- От евразийства к РСХ Движению. Письма к П. П. Сувчинскому и Н. С. Трубецкому // Вестник русского христианского движения. — 1993. — № 168 (II—III). — С. 60-71
- Письма Г. Флоровского С. Булгакову и С. Тышкевичу // Символ. 1993. — № 29. — С. 199—216
- О воскресении мертвых // Переселение душ: сборник. — М. : Ассоциация Духовного Единения «Золотой Век», 1994. — 426 с. — С. 289—314
- Русская философия как задача // Путь. № 6. — 1994. — С. 250—257.
- Утрата библейского мышления // Новая Европа. 1994. — № 4. — С. 29-34.
- Долина смертной тени. Слово на Иез. 37, 3: смерть в восприятии язычника, иудея и христианина / пер.: Лобов Д. В. // Альфа и Омега. М., 1995. — № 2 (5). — С. 15—20.
- О почитании Софии, Премудрости Божией, в Византии и на Руси // Альфа и Омега. М., 1995. — № 1 (4). — С. 145—161.
- Святой Григорий Палама и традиции Отцов // Альфа и Омега. 1996. — № 2/3 (9/10). — С. 107—116
- Откровение и истолкование / пер.: Холмогорова Н. Л. // Альфа и Омега. М., 1996. — № 1 (8). — С. 5—19.
- Святой Григорий Палама и традиция Отцов / пер.: Холмогорова Н. Л. // Альфа и Омега. М., 1996. — № 2/3 (9/10). — С. 107—116.
- Соборность Церкви / пер.: Колотовкин Н. И. // Духовный мир. М., 1996. — № 2. — С. 84—97.
- О границах Церкви. О принятии в православие приходящих из ересей и схизмы: проблемы канонических определений и литургических чинопоследований // Церковь и время. М., 1998. — № 2 (5). — С. 160—172.
  - О границах Церкви // Символ. 2003. — № 47. — С. 187—199
- Старец Силуан (1866—1938) / пер.: Ерофеева Н. А. // Альфа и Омега. М., 1998. — № 1 (15). — С. 122—124.
- «Тenebrae noctum»: Точка зрения христианина Русской Православной Церкви. О природе зла // Богословский сборник. М., 1999. — № 2. — С. 9—17.
- Вера и культура // Церковь и время. 2004. — № 2 (27). — С. 92-118
- Святой Григорий Палама и традиция Отцов // Патристика: Труды отцов церкви и патрологические исследования. — Нижний Новгород : Христианская библиотека, 2007. — 436 с. — С. 419—432
- Письмо к Энн Сполдинг от 27 февраля 1940 года // Богословские труды: сборник. — 2009. — № 42. — С. 235—250
- Письма отца Георгия Флоровского отцу Сергию Булгакову // Вестник русского христианского движения. — 2012. — № 199 — С. 5-23